# Dendrolobium lanceolatum
Dendrolobium lanceolatum är en ärtväxtart som först beskrevs av Stephen Troyte Dunn, och fick sitt nu gällande namn av Anton Karl Schindler. Dendrolobium lanceolatum ingår i släktet Dendrolobium och familjen ärtväxter.

## Underarter
Arten delas in i följande underarter:
- D. l. lanceolatum
- D. l. microcarpum